# Michiel van Santjoan
Michiel van Santjoan werd op 11 juni 1389 door de Corts Catalanes in Montsó verkozen tot elfde president van de Generalitat in Catalonië. 
Hij was licenciaat en later doctor in Beide Rechten en had functies in verschillende kapittels van het prinsdom Catalonië. In 1367 was hij kanunnik in València, een mandaat dat hij cumuleerde met dat van aartsdiaken van Girona. Tijdens zijn mandaat als president werd hij in 1392 bevorderd tot kanunnik van de kathedraal van Barcelona. In 1396 verlaat hij Barcelona en wordt ambassadeur van paus Gregorius XI bij de pas aangetreden koning Maarten I van Catalonië-Aragon die in Sicilië resideerde, de opvolger  Jan I die in mei plots overleden was. Hij wordt opgevolgd door Alfons van Tous als president van de Generalitat.
Na zijn diplomatieke missie is er verder weinig over hem bekend, behalve dat hij in 1398 in València verbleef. Hij moest er onder meer bemiddelen in een conflict over wie rechterlijk bevoegd was over de hogere clerus, dit naar aanleiding van een incident in València waarbij het gerecht een aantal gewapende seculiere clerici ontwapend had. Hij verdedigde de stelling dat in dergelijke gevallen de bisschop bevoegd was.